# Aplatacris colorata
Aplatacris colorata is een rechtvleugelig insect uit de familie Romaleidae. De wetenschappelijke naam van deze soort is voor het eerst geldig gepubliceerd in 1875 door Scudder.